# Дидня (гміна)
Гміна Дидня (пол. Gmina Dydnia) — сільська гміна у східній Польщі. Належить до Березівського повіту Підкарпатського воєводства.
Станом на 31 грудня 2011 у гміні проживало 8215 осіб.

## Територія
Згідно з даними за 2007 рік площа гміни становила 130.02 км², у тому числі:
- орні землі: 52.00 %
- ліси: 39.00 %

Таким чином, площа гміни становить 24.06 % площі повіту.

## Села
Видрна, Вітрилів (у 1977—1990 — Вєтжна), Грабівка, Дидня, Кінське, Кремінна, Криве, Небоцько, Невістка (у 1977—1990 — Поджече), Обарим, Темешів, Улюч (у 1977—1990 — Лонка), Яблінка.
Зниклі села: Грушівка (Ґрошувка), Яблониця Руська

## Населення
Станом на 31 грудня 2011:
| Опис     | Загалом | Загалом | Чоловіки | Чоловіки | Жінки | Жінки |
| -------- | ------- | ------- | -------- | -------- | ----- | ----- |
| одиниця  | осіб    | %       | осіб     | %        | осіб  | %     |
| все      | 8215    | 100     | 4123     | 50.19    | 4092  | 49.81 |
| міське   | 0       | 100     | 0        |          | 0     |       |
| сільське | 8215    | 100     | 4123     | 50.19    | 4092  | 49.81 |

## Релігія
До виселення українців у 1945 році в СРСР та депортації в 1947 році в рамках акції Вісла у селах гміни були греко-католицькі церкви парафій

### Динівського деканату
- парафія Іздебки: Видрна, Невістка, Обарим, Яблінка
- парафія Кінське: Дидня, Кінське, Криве, Темешів
- парафія Улюч: Улюч, Грушівка
- парафія Яблониця Руська: Яблониця Руська, Кремінна

### Сяніцького деканату
- парафія Ялин: Грабівка, Небоцько

## Сусідні гміни
Гміна Дидня межує з такими гмінами: Березів, Бірча, Нозджець, Сянік.